# Temporada 2004 de la Champ Car World Series
La temporada 2004 de la Champ Car World Series fue la vigesimoséptima temporada de la CART/Champ Car y la primera como propiedad de Open-Wheel Racing Series (OWRS). Se corrieron 14 carreras, iniciando el 9 de abril de 2006 en Long Beach, California, y terminando el 12 de noviembre en la Ciudad de México, México. El campeón del Bridgestone Presents the Champ Car World Series Powered by Ford (nombre comercial por motivos de patrocinio) fue el primer título de cuatro consecutivos para el piloto francés Sébastien Bourdais, el novato del año fue el estadounidense A. J. Allmendinger.
Como hecho destacado, fue la última vez que la marca de chasis Reynard estaría en la competición, reduciendo su participación a dos equipos, pero el equipo Mi-Jack Conquest Racing, que venía utilizando el chasís, a media temporada cambió su chasís Reynard por el chasis Lola, dejando que el equipo Walker Racing fuera el único en conservar dicho chasís por el resto de temporada, además era el segundo año consecutivo que la llantera Bridgestone seguía como sustituto de Firestone.

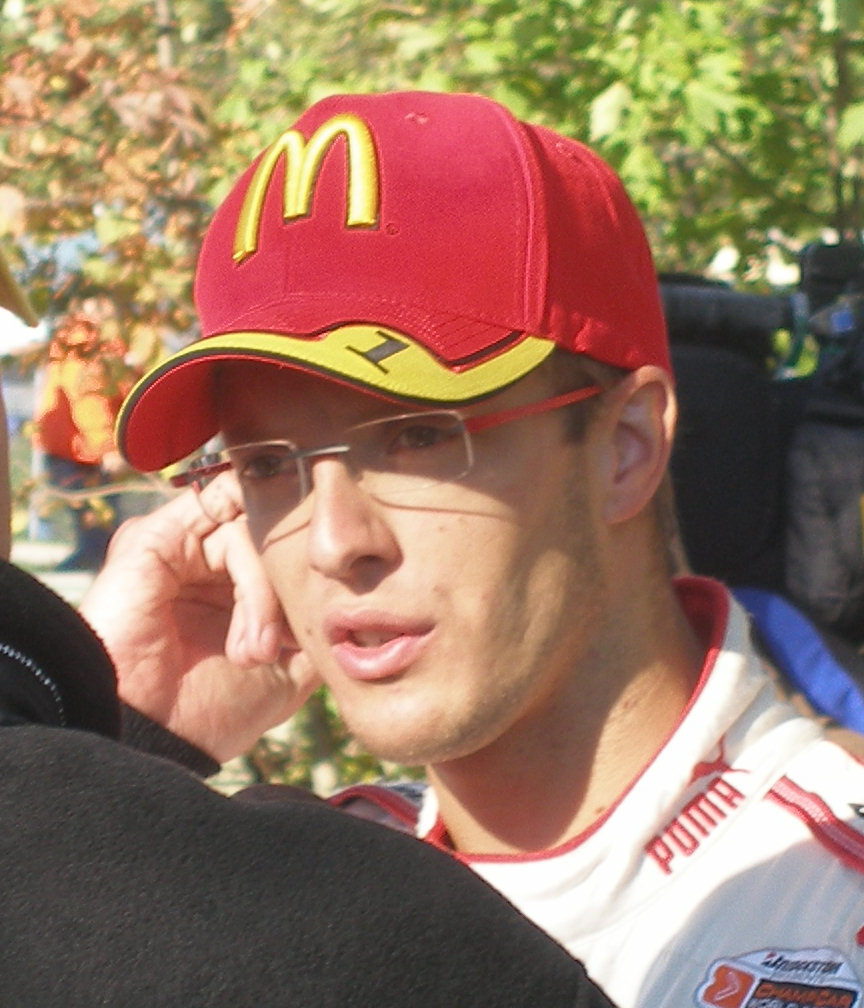
Sébastien Bourdais, fue campeón de la Championship Auto Racing Teams, obteniendo su primer título de cuatro consecutivos.

## Pilotos y equipos
Todos los monoplazas utilizaron motor Ford Cosworth XFE y neumáticos Bridgestone.
| Equipo                              | Chasis                  | N.º | Piloto(s)           | Rondas         |
| ----------------------------------- | ----------------------- | --- | ------------------- | -------------- |
| Indeck Forsythe Championship Racing | Lola B02/00             | 1   | Paul Tracy          | Todas          |
| Indeck Forsythe Championship Racing | Lola B02/00             | 3   | Rodolfo Lavín       | Todas          |
| Indeck Forsythe Championship Racing | Lola B02/00             | 7   | Patrick Carpentier  | Todas          |
| Newman/Haas Racing                  | Lola B02/00             | 2   | Sébastien Bourdais  | Todas          |
| Newman/Haas Racing                  | Lola B02/00             | 6   | Bruno Junqueira     | Todas          |
| / Herdez Competition                | Lola B02/00             | 4   | Ryan Hunter-Reay    | Todas          |
| / Herdez Competition                | Lola B02/00             | 55  | Mario Domínguez     | Todas          |
| Walker Racing                       | Reynard 02I             | 5   | Mario Haberfeld     | Todas          |
| Walker Racing                       | Reynard 02I             | 15  | David Besnard       | Ronda 13       |
| Walker Racing                       | Reynard 02I             | 15  | Michael Valiante    | Ronda 14       |
| Rocketsports Racing                 | Lola B02/00             | 8   | Alex Tagliani       | Todas          |
| Rocketsports Racing                 | Lola B02/00             | 17  | Nelson Philippe     | Rondas 1-5     |
| Rocketsports Racing                 | Lola B02/00             | 17  | Memo Gidley         | Rondas 6-7     |
| Rocketsports Racing                 | Lola B02/00             | 17  | Guy Smith           | Rondas 8-14    |
| RuSPORT                             | Lola B02/00             | 9   | Michel Jourdain Jr. | Todas          |
| RuSPORT                             | Lola B02/00             | 10  | A.J. Allmendinger   | Todas          |
| PKV Racing                          | Lola B02/00             | 12  | Jimmy Vasser        | Todas          |
| PKV Racing                          | Lola B02/00             | 21  | Roberto González    | Todas          |
| Mi-Jack Conquest Racing             | Reynard 02I Lola B02/00 | 14  | Alex Sperafico      | Rondas 1-8     |
| Mi-Jack Conquest Racing             | Reynard 02I Lola B02/00 | 14  | Nelson Philippe     | Rondas 9-14    |
| Mi-Jack Conquest Racing             | Reynard 02I Lola B02/00 | 34  | Justin Wilson       | Todas          |
| Dale Coyne Racing                   | Lola B02/00             | 11  | Oriol Servià        | Todas          |
| Dale Coyne Racing                   | Lola B02/00             | 19  | Tarso Marques       | Rondas 1-2, 14 |
| Dale Coyne Racing                   | Lola B02/00             | 19  | Gastón Mazzacane    | Rondas 3-12    |
| Dale Coyne Racing                   | Lola B02/00             | 19  | Jarek Janiš         | Rondas 13      |

### De CART a Champ Car (CCWS)
Los activos de la organización Championship Auto Racing Teams Inc. (CART) fuerondeclarados en bancarrota y se adjudicaron a la recién creada Open Wheel Racing Series LLC en Indianápolis en lael juicio llevado por el juez Frank Otte, el 28 de enero de 2004. Había llegado una oferta del propietario de la Indy Racing League Tony George que fue rechazada, lo que garantizó que la división de la Open Wheel Racing Series continuaría. A pesar de esta victoria de los socios OWRS, los dueños de equipos CART, Kevin Kalkhoven, Gerald Forsythe y Paul Gentilozzi, tendrían que trabajar todavía más duro para conseguir 18 autos para las carreras que prometieron que estarían en la pista, y que estarían para la programada fecha del Toyota Gran Premio de Long Beach para el 18 de abril. Dos equipos de CART fundados en 2003, el American Spirit Team Johansson y el Fittipaldi-Dingman Racing, no compitieron en la temporada 2004, mientras que U. E. "Pat" Patrick, uno de los fundadores originales de CART, vendió los activos de su equipo CART antes de antes de debutar su equipo con entradas parciales en la IRL.

### La sesión Premiere de Long Beachy y sus consecuencias
El 9 de marzo una "Season Premiere" se había creado como evento promocional y se llevaría a cabo en Long Beach, California, anunciando 12 pilotos confirmados y un calendario de 16 carreras. Sin embargo, solo dos días después, el 11 de marzo Adrián Fernández planes para la temporada con serias dudas con un anuncio de que el equipo de un solo coche que había presentado en Long Beach no competiría en la serie Champ Car. En lugar de ello, amplió su equipo de Indy Racing League a dos coches (a pesar de que la temporada de IRL ya había hecho su primera carrera). Otro golpe se produjo una semana después, el 18 de marzo, cuando Bobby Rahal, ex-piloto, dueño de su propio equipo, y copropietario de antaño de CART y campeón de la serie 3 veces y que también presentó el equipo de un solo coche en Long Beach, anunció que no competiría más CART y que además emigraba a formar un equipo de dos entradas a tiempo completo en la IRL como lo hizo Fernández.

### Champ Car llega a Long Beach
El impulso para promocionar y poder concebir la temporada de la Champ Car comenzó a cambiar a raíz de la salida de Rahal, cuando su piloto, Michel Jourdain Jr., anunció que él y su patrocinador, el supermercado mexicano Gigante no seguiría Rahal a la IRL. Jourdain terminó manejó para el nuevo equipo RuSPORT, con la asociación con el novato A.J. Allmendinger. El 20 de marzo, Herdez Competition anunció que el piloto Ryan Hunter-Reay correría con un segundo coche para ellos. El 24 de marzo, Gerald Forsythe amplió su equipo de dos coches a tres, proporcionando un asiento para el canadiense Patrick Carpentier. Conquest Racing anunció un equipo de dos coches, uno de los pilotos contratados fue el ex-Fórmula 1 el piloto británico Justin Wilson el 25 de marzo. Walker Racing anunció el 8 de abril que el equipo competiría con un solo coche, y resultó ser la pieza final del rompecabezas para llenar al campo con 18 coches prometidos por los socios de la Champ Car en enero. A pesar de que su participación con dos coches ya se conocía, Dale Coyne esperó justo antes de las prácticas previas del fin de semana al Gran Premio de Long Beach cuando anunció que sus pilotos serían los veteranos de Champ Car Oriol Servià y Tarso Marques.

## Clasificaciones

### Calendario y resultados
| Rond. | Fecha            | Comp./Circuito | Localización                            | Pole position      | Ganador            | Equipo ganador               |
| ----- | ---------------- | --- | --------------------------------------- | ------------------ | ------------------ | ---------------------------- |
| 1     | 18 de abril      | Toyota Champ Car Gran Premio de Long Beach Circuito callejero de Long Beach                                                                 | Long Beach, California                  | Bruno Junqueira    | Paul Tracy         | Forsythe Championship Racing |
| 2     | 23 de mayo       | Tecate Gran Premio de Monterrey Presentado por Roshfrans - Circuito Parque Industrial Fundidora Circuito Urbano Parque Industrial Fundidora | Monterrey, México                       | Sébastien Bourdais | Sébastien Bourdais | Newman/Haas Racing           |
| 3     | 5 de junio       | Champ Car Time Warner Cable Road Runner 225 de Milwaukee Milwaukee Mile                                                                     | West Allis, Wisconsin                   | Ryan Hunter-Reay   | Ryan Hunter-Reay   | Herdez Competition           |
| 4     | 20 de junio      | Champ car Gran Premio de Portland Presentado por G. I. Joe's Portland International Raceway                                                 | Portland, Oregón                        | Sébastien Bourdais | Sébastien Bourdais | Newman/Haas Racing           |
| 5     | 3 de julio       | Champ Car Gran Premio de Cleveland Presentado por ¨U.S. Bank¨ Circuito Cleveland Burke Lakefront Airport                                    | Cleveland, Ohio                         | Paul Tracy         | Sébastien Bourdais | Newman/Haas Racing           |
| 6     | 11 de julio      | Molson Champ Car Gran Premio de Toronto Circuito Callejero deExhibition Place                                                               | Toronto, Ontario                        | Sébastien Bourdais | Sébastien Bourdais | Newman/Haas Racing           |
| 7     | 25 de julio      | Rexall Gran Premio de Edmonton Circuito Edmonton City Centre Airport                                                                        | Edmonton, Alberta                       | Paul Tracy         | Paul Tracy         | Forsythe Championship Racing |
| 8     | 8 de agosto      | Gran Premio de Road America Road America | Elkhart Lake, Wisconsin                 | Sébastien Bourdais | Alex Tagliani      | Rocketsports Racing          |
| 9     | 15 de agosto     | Champ Car Gran Premio de Denver Circuito Callejero de Denver                                                                                | Denver, Colorado                        | Sébastien Bourdais | Sébastien Bourdais | Newman/Haas Racing           |
| 10    | 29 de agosto     | Champ Car Gran Premio de Montreal Circuito Gilles Villeneuve                                                                                | Montreal, Quebec, Canadá                | Sébastien Bourdais | Bruno Junqueira    | Newman/Haas Racing           |
| 11    | 12 de septiembre | Champ Car Bridgestone Gran Premio de Monterey Mazda Raceway Laguna Seca                                                                     | Monterey, California                    | Sébastien Bourdais | Patrick Carpentier | Forsythe Championship Racing |
| 12    | 25 de septiembre | Bridgestone 400 presentado por Cerveza Corona de Las Vegas Las Vegas Motor Speedway                                                         | Las Vegas, Nevada                       | Patrick Carpentier | Sébastien Bourdais | Newman/Haas Racing           |
| 13    | 24 de octubre    | Lexmark Indy 300 de Queensland Circuito Callejero de Surfers Paradise                                                                       | Surfers Paradise, Queensland, Australia | Paul Tracy         | Bruno Junqueira    | Newman/Haas Racing           |
| 14    | 7 de noviembre   | Gran Premio Telmex de México Presentado por Banamex Autódromo Hermanos Rodríguez                                                            | Ciudad de México, México                | Sébastien Bourdais | Sébastien Bourdais | Newman/Haas Racing           |

     Ovalo
     Circuito

### Campeonato de Pilotos
| Pos. | Piloto              | LBH | MTY | MIL | POR | CLE | TOR | EDM | ROA | DEN | MTL | LAG | LAS | SUR | MEX | Puntos |
| ---- | ------------------- | --- | --- | --- | --- | --- | --- | --- | --- | --- | --- | --- | --- | --- | --- | ------ |
| 1    | Sébastien Bourdais  | 3   | 1*  | 18  | 1*  | 1*  | 1*  | 5   | 3   | 1   | 15* | 8   | 1*  | 2   | 1*  | 369    |
| 2    | Bruno Junqueira     | 2   | 2   | 6   | 2   | 2   | 18  | 4   | 15  | 3   | 1   | 2   | 2   | 1   | 2   | 341    |
| 3    | Patrick Carpentier  | 4   | 4   | 2   | 4   | 16  | 3   | 16  | 14  | 9   | 2   | 1*  | 3   | 16  | 6   | 266    |
| 4    | Paul Tracy          | 1*  | 7   | 17  | 3   | 17  | 5   | 1*  | 12  | 2*  | 4   | 10  | 18  | 4*  | 10  | 254    |
| 5    | Mario Domínguez     | 5   | 3   | 8   | 17  | 8   | 17  | 6   | 5   | 4   | 3   | 11  | 7   | 3   | 8   | 244    |
| 6    | A.J. Allmendinger   | 12  | 17  | 5   | 6   | 6   | 11  | 3   | 13  | 5   | 5   | 15  | 6   | 6   | 3   | 229    |
| 7    | Alex Tagliani       | 8   | 5   | 13  | 7   | 3   | 7   | 7   | 1*  | 10  | 7   | 6   | 16  | 19  | 11  | 218    |
| 8    | Jimmy Vasser        | 16  | 12  | 4   | 8   | 5   | 2   | 10  | 8   | 17  | 8   | 17  | 5   | 12  | 5   | 201    |
| 9    | Ryan Hunter-Reay    | 7   | 8   | 1*  | 12  | 11  | 8   | 8   | 4   | 16  | 18  | 5   | 13  | 5   | 19  | 199    |
| 10   | Oriol Servià        | 15  | 14  | 7   | 11  | 4   | 9   | 12  | 6   | 6   | 9   | 3   | 12  | 13  | 7   | 199    |
| 11   | Justin Wilson       | 6   | 6   | 11  | 5   | 18  | 12  | 14  | 7   | 7   | 14  | 18  | 8   | 8   | 4   | 188    |
| 12   | Michel Jourdain Jr. | 11  | 11  | 3   | 14  | 15  | 15  | 2   | 9   | 14  | 6   | 4   | 11  | 17  | 9   | 185    |
| 13   | Mario Haberfeld     | 9   | 15  | 10  | 9   | 14  | 4   | 9   | 11  | 8   | 13  | 7   | 14  | 14  | 15  | 157    |
| 14   | Rodolfo Lavín       | 10  | 13  | 9   | 18  | 9   | 14  | 15  | 2   | 11  | 11  | 12  | 4   | 15  | 13  | 156    |
| 15   | Roberto González    | 14  | 9   | 12  | 10  | 7   | 13  | 13  | 16  | 12  | 10  | 14  | 10  | 11  | 12  | 136    |
| 16   | Nelson Philippe     | 13  | 10  | 14  | 15  | 10  |     |     |     | 13  | 17  | 16  | 9   | 10  | 16  | 89     |
| 17   | Gastón Mazzacane    |     |     | 16  | 13  | 12  | 6   | DNS | 18  | 15  | 12  | 13  | 15  |     |     | 73     |
| 18   | Guy Smith           |     |     |     |     |     |     |     | 10  | 18  | 16  | 9   | 17  | 9   | 17  | 53     |
| 19   | Alex Sperafico      | 17  | 16  | 15  | 16  | 13  | 10  | 17  | 17  |     |     |     |     |     |     | 47     |
| 20   | David Besnard       |     |     |     |     |     |     |     |     |     |     |     |     | 7   |     | 18     |
| 21   | Memo Gidley         |     |     |     |     |     | 16  | 11  |     |     |     |     |     |     |     | 15     |
| 22   | Tarso Marques       | 18  | 18  |     |     |     |     |     |     |     |     |     |     |     | 18  | 9      |
| 23   | Michael Valiante    |     |     |     |     |     |     |     |     |     |     |     |     |     | 14  | 7      |
| 24   | Jarek Janiš         |     |     |     |     |     |     |     |     |     |     |     |     | 18  |     | 3      |
| Pos. | Piloto              | LBH | MTY | MIL | POR | CLE | TOR | EDM | ROA | DEN | MTL | LAG | LAS | SUR | MEX | Puntos |

| Color          | Result                                             |
| -------------- | -------------------------------------------------- |
| Oro            | Ganador                                            |
| Plata          | Segundo lugar                                      |
| Bronce         | Tercer lugar                                       |
| Verde          | Cuarto y quinto lugar                              |
| Celeste        | 6º-12º lugar (terminó la carrera)                  |
| Azul oscuro    | Finalizó la carrera fuera del Top 12               |
| Violeta        | No finalizó la carrera                             |
| Rojo           | No se clasificó a la carrera (DNQ)                 |
| Marrón         | Retiro del evento (Wth)                            |
| Negro          | Descalificado (DSQ)                                |
| Blanco         | No comenzó la carrera (DNS)                        |
| Sin color      | No participó (DNP)                                 |
| Negrita        | Pole position                                      |
| Cursiva        | Piloto que hizo la vuelta más rápida de la carrera |
| *              | Piloto con más vueltas lideradas                   |
| Novato del Año |                                                    |
| Novato         |                                                    |

### Sistema de puntuación
La temporada 2004 contó con un cambio en el sistema de puntuación por primera vez desde que se había establecido que el sistema de que solo los 12º primeros lugares que CART había implementado había estado en vigor desde 1983. Se incrementó el número de puntos asignados y posiciones para los puntos de puntuación se incrementaron a 20 posiciones. Los puntos se siguieron otorgando sobre la base de la posición de llegada del piloto, independientemente del número de vueltas completadas. El nuevo sistema de bonificación añadiría también, la adición de un punto adicional por la vuelta más rápida, por liderar una vuelta, así como un punto para el piloto que haya mejorado posiciones desde su posición de salida, mientras que se había colocado un punto por liderar la mayor cantidad de vueltas.
Los puntos para la temporada se otorgaron sobre la base de los lugares obtenidos por cada conductor (independientemente de que si el coche está en marcha hasta el final de la carrera):
| Posición | 1  | 2  | 3  | 4  | 5  | 6  | 7  | 8  | 9  | 10 | 11 | 12 | 13 | 14 | 15 | 16 | 17 | 18 | 19 | 20 |
| Puntos   | 31 | 27 | 25 | 23 | 21 | 19 | 17 | 15 | 13 | 11 | 10 | 9  | 8  | 7  | 6  | 5  | 4  | 3  | 2  | 1  |

#### Puntos de bonificación
- 1 Punto para Vuelta más Rápida en Carrera
- 1 Punto para fase eliminatoria de clasificación por Vuelta más Rápida (viernes)
- 1 Punto para fase eliminatoria de clasificación por Vuelta más Rápida (sábado)
- 1 Punto por liderar una vuelta en carrera
- 1 Punto para por el mayor número de posiciones ganadas desde la posición de partida en la competencia (en caso de empate, el piloto mejor clasificado, consigue el punto)

### Copa de Naciones
| Pos. | País            | LBH | MTY | MIL | POR | CLE | TOR | EDM | ROA | DEN | MTL | LAG | LAS | SUR | MEX | Puntos |
| ---- | --------------- | --- | --- | --- | --- | --- | --- | --- | --- | --- | --- | --- | --- | --- | --- | ------ |
| 1    | Canadá          | 1   | 4   | 2   | 3   | 3   | 3   | 1   | 1   | 2   | 2   | 1   | 3   | 4   | 6   | 380    |
| 2    | Francia         | 3   | 1   | 14  | 1   | 1   | 1   | 5   | 3   | 1   | 15  | 8   | 1   | 2   | 1   | 358    |
| 3    | Brasil          | 2   | 2   | 6   | 2   | 2   | 4   | 4   | 11  | 3   | 1   | 2   | 2   | 1   | 2   | 352    |
| 4    | Estados Unidos  | 7   | 8   | 1   | 6   | 5   | 2   | 3   | 4   | 5   | 5   | 5   | 5   | 5   | 3   | 310    |
| 5    | México          | 5   | 3   | 3   | 10  | 7   | 13  | 2   | 2   | 4   | 3   | 4   | 4   | 3   | 8   | 295    |
| 6    | España          | 15  | 14  | 7   | 11  | 4   | 9   | 12  | 6   | 6   | 9   | 3   | 12  | 13  | 7   | 195    |
| 7    | Inglaterra      | 6   | 6   | 11  | 5   | 18  | 12  | 14  | 7   | 7   | 14  | 9   | 8   | 8   | 4   | 195    |
| 8    | Argentina       |     |     | 16  | 13  | 12  | 6   | DNS | 18  | 15  | 12  | 13  | 15  |     |     | 73     |
| 9    | Australia       |     |     |     |     |     |     |     |     |     |     |     |     | 7   |     | 17     |
| 10   | República Checa |     |     |     |     |     |     |     |     |     |     |     |     | 18  |     | 3      |
| Pos. | País            | LBH | MTY | MIL | POR | CLE | TOR | EDM | ROA | DEN | MTL | LAG | LAS | SUR | MEX | Puntos |

### Copa de Chasis
| Pos. | Chasís  | LBH | MTY | MIL | POR | CLE | TOR | EDM | ROA | DEN | MTL | LAG | LAS | SUR | MEX | Puntos |
| ---- | ------- | --- | --- | --- | --- | --- | --- | --- | --- | --- | --- | --- | --- | --- | --- | ------ |
| 1    | Lola    | 1   | 1   | 1   | 1   | 1   | 1   | 1   | 1   | 1   | 1   | 1   | 1   | 1   | 1   | 462    |
| 2    | Reynard | 9   | 6   | 10  | 5   | 10  | 4   | 9   | 7   | 7   | 13  | 7   | 8   | 7   | 4   | 168    |
| Pos. | Chasís  | LBH | MTY | MIL | POR | CLE | TOR | EDM | ROA | DEN | MTL | LAG | LAS | SUR | MEX | Puntos |